# NGC 81
NGC 81 est une galaxie lenticulaire située dans la constellation d'Andromède. NGC 81 a été découverte en 1873 par l'astronome britannique Ralph Copeland.

## Caractéristiques
Sa vitesse par rapport au fond diffus cosmologique est de 5 788 ± 32 km/s, ce qui correspond à une distance de Hubble de 85,4 ± 6,0 Mpc (∼279 millions d'al).
En raison d'une brillance de surface égale à 11,45  mag/am2, on peut qualifier NGC 81 de galaxie présentant une brillance de surface élevée.

## Groupe de NGC 80
NGC 81 fait partie du groupe de NGC 80. Ce groupe comprend les galaxies NGC 80, NGC 85, NGC 86, NGC 93, IC 1541, IC 1548, MCG 01-02-10 (PGC 1384), CGCG 479-014B (PGC 1662109) et UCM 18+2216 (PGC 1671888). Une autre étude inclut la galaxie NGC 79 dans ce groupe. De plus, la base de données NASA/IPAC indique que NGC 90 et NGC 93 forment une paire de galaxies en interaction gravitationnelle. Ces deux galaxies sont près l'une de l'autre sur la sphère céleste et leur distance semblable à la Voie lactée sont semblables. Il semble donc, même si NGC 90 n'est pas mentionné dans les deux études mentionnées précédemment, qu'on doive l'inclure dans le groupe de NGC 80. Selon la version allemande de Wikipédia, la galaxie IC 1546 (aussi appelée NGC 85B sur le site de Wolfgang Steinicke) fait aussi partie du groupe de NGC 80. Elle est dans la même région du ciel que les autres galaxies mentionnées plus haut et à peu près à la même distance de la Voie lactée. Il faudrait donc aussi l'inclure dans ce groupe.